# 晋绥日报社旧址
晋绥日报社旧址，位于山西省吕梁市兴县高家村镇高家村，是一处中华人民共和国全国重点文物保护单位，古建筑类，年代为元、明、清。

## 保护
2016年6月6日，晋绥日报社旧址公布为第五批山西省文物保护单位，编号5-151。2019年10月7日，晋绥日报社旧址公布为第八批，编号8-0532-5-016，近现代重要史迹及代表性建筑，年代为1940～1949年。